# Ernst Pontén
Ernst Vilhelm Natanael Pontén, född 28 juli 1894 i Bergsjö församling i Gävleborgs län, död 5 maj 1985 i Skellefteå Sankt Olovs församling i Västerbottens län, var en svensk präst.
Pontén var son till kontraktsprosten Gustaf Pontén och hans tredje hustru Anna Hägerman samt bror till Gottfrid Pontén. Familjen tillhörde prästsläkten Pontén från Småland. Efter studentexamen i Hudiksvall 1911 avlade han teologisk-filosofisk examen vid Uppsala universitet 1912, där han blev teologie kandidat 1919, avlade praktisk teologiska prov och prästvigdes samma år. Han blev kyrkoadjunkt i Forsa församling i Uppsala stift 1920, komminister i Segersta församling i samma stift 1924 och kyrkoherde i Hanebo församling också Uppsala stift 1928 (med tillträde 1929). Han blev kontraktsprost i Ala kontrakt 1943. Han blev inspektor för samrealskolan i Söderhamn 1944. Han var ledamot av Vasaorden (LVO).
Ernst Pontén var från 1924 gift med sjuksköterskan Hedda "Hedvig" Maria Holmberg (1892–1981), dotter till hemmansägaren Axel Fredrik Holmberg och Johanna Persson. De fick fyra barn tillsammans: bibliotekarien Gunnar Pontén (1924–2025), sjukgymnasten Maria Pontén (född 1926), sjuksköterskan Märta Stenberg (1930–2016), gift med Rolf Stenberg, och läroverksadjunkten Sven Pontén (1934–1978).